# Phyllophaga luctuosa
Phyllophaga luctuosa är en skalbaggsart som beskrevs av Horn 1887. Phyllophaga luctuosa ingår i släktet Phyllophaga och familjen Melolonthidae. Inga underarter finns listade i Catalogue of Life.